# Anders Pärson
Anders Roger Pärson, född 28 december 1950 i Tärna församling, Västerbottens län, är en svensk alpin skidtränare.
Pärson är far  till Anja Pärson och var även hennes tränare. Under Världsmästerskapen i alpin skidsport 2011 i Garmisch-Partenkirchen var han expertkommentator i TV4-gruppens tv-sändningar.
Pärson tilldelades Tidningarnas Telegrambyrås idrottsledarpris 2007. Han vann också priset Årets ledare vid Idrottsgalan 2008.